# Đại Sảo
Đại Sảo là một xã thuộc huyện Chợ Đồn, tỉnh Bắc Kạn, Việt Nam.

## Địa lý
Xã Đại Sảo có vị trí địa lý:
- Phía bắc giáp thị trấn Bằng Lũng và các xã Phương Viên, Đồng Thắng
- Phía đông giáp xã Đồng Thắng và huyện Bạch Thông
- Phía nam giáp xã Yên Mỹ
- Phía tây giáp các xã Yên Phong, Bằng Lãng và thị trấn Bằng Lũng.

Xã Đại Sảo có diện tích 32 km², dân số năm 2019 là 1.813 người, 
mật độ dân số đạt 57 người/km².
Trên địa phận Đại Sảo có một số dòng suối nhỏ như khuổi Pé, khuổi Ghém, khuổi Bản và hợp thành sông Phó Đáy.

## Hành chính
Xã Đại Sảo được chia thành các thôn bản: Lon, Nà Luông, Nà Lại, Pác Leo, Phiêng Cà, Nà Khảo, Sáo, Nà Ngà.